# Rolf Kalmuczak
Rolf Kalmuczak (Nordhausen, 17 april 1938 - Garmisch-Partenkirchen, 10 maart 2007) was een Duits schrijver. Hij was redacteur van dagelijkse kranten, freelance medewerker bij Stern, lector en een van de auteurs van de Jerry Cotton serie. Sinds 1966 heeft hij meer dan 100 pseudoniemen gebruikt, 160 jeugdboeken, 26 film scripts, 170 paperback misdaadromans en 200 romans geschreven. Kalmuczak heeft toegegeven dat hij de TKKG boekenserie heeft geschreven onder het pseudoniem "Stefan Wolf". Rolf Kalmuczak was getrouwd, had een dochter en woonde in Garmisch-Partenkirchen.

## Pseudoniemen
- Joe Adler
- Claus Alden
- Thomas Alden
- Ralf Berger
- Don Boston
- Frank Burger
- Fred Burger
- Ralph Burger
- Red Burger
- John Cain
- Ray Carson
- Henry Carter
- Norbert Clausen
- Pat Clifford
- Cliff Collins
- Glenn Collins
- Christian Conradi
- Cliff Corner
- Jerry Cotton
- Cecil Count
- Perry Dayton
- Sefton Deal

- Ralph Decker
- Harry Delson
- Cliff Dexter
- Herb Diery
- Mike Donner
- Alec B. Dorn
- I. Dorn
- Frank Douglas
- Lionel Dust
- Sebastian Eich
- Robert Falck
- Hector Falk
- Robert Falk
- Pierre Farot
- Helga Fechner
- Claus Fellner
- Jean-Pierre Ferrer
- Henri Ferrier
- Georg Fleiden
- Tobby Hammer
- Jörg Heldt
- Martin Hillenburg

- Bert Hillsen
- Norbert Hofberg
- Udo Horsten
- Pierre Jolas
- Robbie Kellog
- Robert Kellog
- Thomas Kolber
- Frank Lambert
- Tony Lambert
- Robert Loewen
- Michael Martin
- Phil Moreno
- Thomas Ness
- Tim Norden
- Henry Orlik
- Jens Orlik
- Frank Orloff
- Ted Owens
- Fred Parker
- Robert Paulsen
- Fred Plogau
- Ross Randall

- Rolf Reiher
- Simon Remple
- Peter Schadeck
- Siggi Seon
- Claus Stein
- Sebastian Stern
- Erik Stettner
- Evan Surbank
- Martin Tänzer
- Peter Trenk
- Allan Turner
- Marcello Venerdi
- Martin Vondrey
- Thomas Wank
- Tim Wells
- Martin Welz
- Stefan Welz
- Thas Welz
- Thomas Welz
- Michael Wilkow
- Stefan Wolf
- Bert Wolfgarten

- Bibsys: 14036082
- Biblioteca Nacional de España: XX1136038
- CiNii: DA00963169
- Gemeinsame Normdatei: 122796373
- International Standard Name Identifier: 0000 0000 8403 7441
- Library of Congress Control Number: no2018118983
- MusicBrainz: d3d9bc09-f1c1-49bc-94e0-e7897f60f4c3
- Bibliotheek van het Japanse parlement: 00477438
- Nationale Bibliotheek van Israël: 987007459225205171
- Nederlandse Thesaurus van Auteursnamen: 071498621
- Système universitaire de documentation: 154454982
- Virtual International Authority File: 100915040
- WorldCat: E39PBJjXgdBDg7qYQkPDhDv8md